# Arturo Tamayo
Arturo Tamayo Ballesteros (Madrid, 3 de agosto de 1946) es un director de orquesta y profesor de música español.

## Biografía
Tamayo estudió música en el Real Conservatorio Superior de Música de Madrid, al tiempo que cursaba Derecho en la Universidad Complutense. Se decantó finalmente por la música y finalizó sus estudios con premio de honor en composición. Completó su formación fuera de España en Basilea con Pierre Boulez y en Viena con Witold Rowicki. En la Escuela Superior de Música de Friburgo también estudió composición con Klaus Huber y Wolfgang Fortner.
Entre 1979 y 1998 trabajó como profesor de música en el Conservatorio de Friburgo. Su actividad docente la compaginó como director invitado en varias grandes orquestas europeas, incluyendo la Orquesta Nacional de Francia, la Filarmónica de Luxemburgo, la orquesta de la Accademia Nazionale di Santa Cecilia o la Sinfónica de Radio Berlín, y en distintos festivales de música también europeos como los de Salzburgo, Lucerna, Londres, Venecia o el Festival de Otoño de París.
Después se estableció en España, donde es profesor de perfeccionamiento en el aula de música de la Universidad de Alcalá de Henares y ha dirigido en los más destacados teatros y auditorios como el Teatro Real o el Teatro de la Zarzuela. Ha estrenado piezas del propio Huber, Sylvano Bussotti o Iannis Xenakis, entre otros, y casi la totalidad de la obra del compositor español, José Luis de Delás. Además de España, Alemania y Austria, como director de ópera ha actuado en otras capitales europeas como Londres (Covent Garden), Opera de París o La Fenice de Venecia.
Académico de la Real Academia de Bellas Artes de Granada, en 2002 fue galardonado con el Premio Nacional de Música de España en la modalidad de interpretación.